# Primer Informe de Evaluación del IPCC

Logo del IPCC

El Primer Informe de Evaluación del Grupo Intergubernamental de Expertos sobre el Cambio Climático (IPCC) se completó en 1990. Sirvió como base de la Convención Marco de las Naciones Unidas sobre el Cambio Climático (CMNUCC). Este informe tuvo efectos no solo en el establecimiento de esta Convención, sino también en la primera Conferencia de las Partes (COP) sobre la Convención sobre el Clima, celebrada en Berlín en 1995.
Se suele denominar este informe como informe  FAR por las siglas en inglés de First Assessment Report.

## Partes del informe
Las tres partes del informe se repartieron entre tres grupos de trabajo: 
- Grupo de trabajo I: Evaluación científica del cambio climático, editado por J.T. Houghton, G.J. Jenkins y J.J. Ephraums[2]
- Grupo de trabajo II: Evaluación de los impactos del cambio climático, editado por W.J. McG. Tegart, G.W. Sheldon y D.C. Griffiths[3]
- Grupo de trabajo III: Estrategias de respuesta del Grupo Intergubernamental de Expertos sobre el Cambio Climático[4]

## Contenido del resumen general
El resumen general comprende los siguientes elementos:
- Prefacio
- 1. Evaluación científica
  - 1.1 Sobre lo que estamos seguros
  - 1.2 Lo que opinamos con seguridad
  - 1.3 Predicciones
  - 1.4 Incertidumbres
  - 1.5 Opiniones
- 2. Impactos
  - 2.1 Sobre la agricultura y silvicultura
  - 2.2 Sobre los ecosistemas naturales terrestres
  - 2.3 Sobre la hidrología y recursos hídricos
  - 2.4 Sobre los asentamientos humanos; sobre la energía, transporte e industria; sobre la salud humana y calidad del aire
  - 2.5 Sobre las zonas oceánicas y costeras
  - 2.6 Sobre la cubierta de nieve estacional, hielos y permafrost
- 3. Estrategias de respuesta
  - 3.1 Funciones que desempeñan los países industrializados y los países en desarrollo
  - 3.2 Opciones
- 4. Participación de países en desarrollo
- 5. Cooperación internacional y labor futura
- Apéndice: Escenarios de emisiones elaborados por el IPCC
  - Método 1
  - Método 2
  - Resumen

## Elementos principales
La síntesis completa del primer informe de evaluación menciona las siguientes elementos principales:   
- Estamos seguros de lo siguiente:
  - Que existe un efecto de invernadero natural que hace que la Tierra sea más cálida de lo que sería en caso de no existir ese efecto.
  - Que las emisiones producidas por las actividades humanas aumentan sustancialmente las concentraciones atmosféricas de los gases que producen efecto de invernadero: anhídrico carbónico, metano, clorofluorocarbonos (CFC) y óxido nitroso. Estos aumentos potencian el efecto de invernadero, lo que producirá por término medio un calentamiento adicional de la superficie de la Tierra. El principal gas con efecto de invernadero, el vapor de agua, aumentará como consecuencia del calentamiento del planeta, y a su vez aumentará dicho efecto.

- Si se procede a una reducción inmediata de más del 60% en las emisiones netas de gases persistentes (fuentes menos sumideros) producidas por actividades humanas, se conseguiría una estabilización de la concentración de anhídrico carbónico a los niveles actuales.

- Sobre la base de los resultados de los modelos actuales predecimos lo siguiente:
  - Que la temperatura media mundial aumentará en promedio, en el siglo que viene, aproximadamente 0,3 °C cada diez años (con una incertidumbre de 0,2 - 0,5 °C por decenio), partiendo del supuesto de que las emisiones de gases de efecto invernadero se ajusten al escenario de "seguir todo como hasta ahora"; la rapidez con que se producirá este incremento será mayor que el registrado en los últimos 10.000 años. Ello dará por resultado un aumento probable de la temperatura media mundial de aproximadamente 1 °C en el año 2025 (2 °C más que en el período preindustrial) y de 3 °C antes de que finalice el próximo siglo (4 °C superior al período preindustrial).

- Por lo que atañe a las incertidumbres, señalamos que nuestras predicciones encierran numerosas incertidumbres, especialmente con respecto a la cadencia, magnitud y pautas regionales del cambio climático, especialmente de los cambios en la precipitación.

- Nuestra opinión es la siguiente:
  - La temperatura media mundial del aire en superficie ha aumentado entre 0,3 °C y 0,6 °C durante los últimos 100 años, y los cinco años más cálidos por término medio se han registrado en todo el mundo durante el decenio de 1980. Durante el mismo período el nivel del mar mundial ha subido entre 10 y 20 cm. Estos aumentos no se han registrado con regularidad en el tiempo ni han sido uniformes en todo el mundo.
  - La magnitud de este calentamiento es coherente con las predicciones de los modelos climáticos, pero también se corresponde con la variabilidad climática natural. Si la única causa del calentamiento observado fuese el efecto de los gases de efecto invernadero de origen humano, la sensibilidad climática consiguiente se acercaría a los valores inferiores elaborados por los modelos. Por consiguiente, el aumento observado podría deberse en gran medida a esta variabilidad natural. También es posible que esta variabilidad y otros factores humanos hayan compensado un calentamiento aún mayor debido al efecto de invernadero causado por el hombre. Es probable que por lo menos hasta dentro de diez años no se pueda detectar de manera inequívoca mediante observaciones el aumento del efecto de invernadero.

- La evaluación del Grupo de Trabajo I  es que para el escenario de “seguir todo como hasta ahora”, la magnitud de la elevación del nivel del mar en unos 20 cm para 2030, y en tomo a 65 cm para finales del próximo siglo.